# Hacienda La Victoria (Mérida)
La Hacienda La Victoria es una finca cafetalera de estilo colonial en el estado venezolano de Mérida, ubicada en la vía hacia las poblaciones de Tovar y Bailadores. En la actualidad es patrimonio arquitectónico del estado y alberga un núcleo universitario de agricultura y dos museos dedicados al café y al inmigrante. Se le considera una de las estructuras más representativas y mejor preservadas de la arquitectura colonial en Venezuela.

## La Hacienda
La hacienda ocupa un terreno de aproximadamente 4 hectáreas dentro del Valle del Mocoties en el margen norte del río homónimo en una de las zonas de mayor tradición cafetalera del país.
La casona central de la hacienda fue la primera construcción y en ella se ubicaban las máquinas especiales para el procesamiento del café traídas desde el exterior a finales del siglo XIX a través del puerto de Maracaibo además de la residencia de los obreros en la parte baja y de la familia en la parte alta. Está construida a base de tapia, madera y teja, contando con una fachada de 40 m de longitud y un extenso patio así como una pequeña plazoleta en función de los cuales está organizada toda la estructura.
En 1854 existía en dicho lugar una pequeña finca perteneciente a María de la Luz Rojas, viuda de Cecilio Molina. En este mismo año fue adquirida junto con otros terrenos y mediante subasta pública por Feliciano Urdaneta, quien la bautiza por primera vez con el nombre de 'Hacienda La Victoria'. Después de una sucesión de dueños, un tanto inusual para un espacio de semejantes dimensiones, llega a manos de Don Simón Noe Consalvi, inmigrante corso-francés, quien comenzó a edificarla y a convertirla en la gran hacienda cafetalera que serviría de centro de acopio para todo el café de la zona. Esto fue justo cuando se acentuó la inmigración italiana que se asentó en el Valle del Mocotiés.

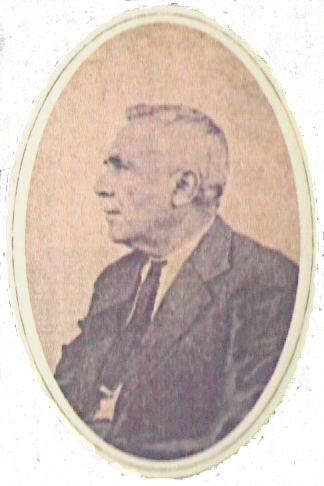
Calógero Paparoni.

Para el año 1896 contaba la monumental hacienda con 1200 metros cuadrados de patios de secado, revestidos con loza de barro cocido y ese mismo año se construyeron las paredes que rodeaban el rectángulo de la hacienda. Llegado el siglo XX la hacienda pasó por varios dueños hasta llegar a manos del general Luis Lares Prato, quien después de varios años de usufructo, se la vendió a Don Calógero Paparoni, de origen Siciliano, quien fue su propietario desde 1922 hasta 1958, año en el que muere. En el año 1893 Calógero Paparoni, quien había nacido en Capo d'Orlando, se había establecido a la edad de 15 años en Santa Cruz de Mora y al comprar la hacienda decidió continuar la vieja tradición familiar del cultivo, almacenaje, secado y empaquetamiento del café utilizando la mejor maquinaria disponible en Europa.
Como ha de suponerse, toda la maquinaria llegaba a la hacienda tras un complicado proceso. Desarmadas eran trasladadas desde Inglaterra en grandes barcos hasta el Puerto de Maracaibo, luego eran las piraguas las que realizaban el traslado lacustre hasta el puerto de La Ceiba y de allí, serían las bestias la que cumplirían con el trabajo final de traerlas a la hacienda.
En 1950, Calógero Paparoni traspasa la hacienda a manos de su hijo menor, Américo Paparoni, el cual la administra hasta el año 1991 cuando es vendida al ejecutivo del estado Mérida entre otras razones por el alto costo de mantenimiento de la misma y los bajos precios del café.  La casa de la hacienda fue reconstruida íntegramente, gracias al deseo vehemente y entusiasta del gobernador Jesús Rondón Nucete, quien la rescata para darle una finalidad múltiple. El gobierno estadal establece allí dos museos, el primero dedicado a los inmigrantes en Venezuela y el segundo al Café.
En el año 2005 la hacienda sirve como centro de refugiados para las víctimas de la tragedia del Mocoties, decenas de familias se instalan en la casona principal, condición que se mantiene hasta el año 2014 cuando las últimas familias afectadas fueron reubicadas en sus nuevos hogares.

### Museo del Café

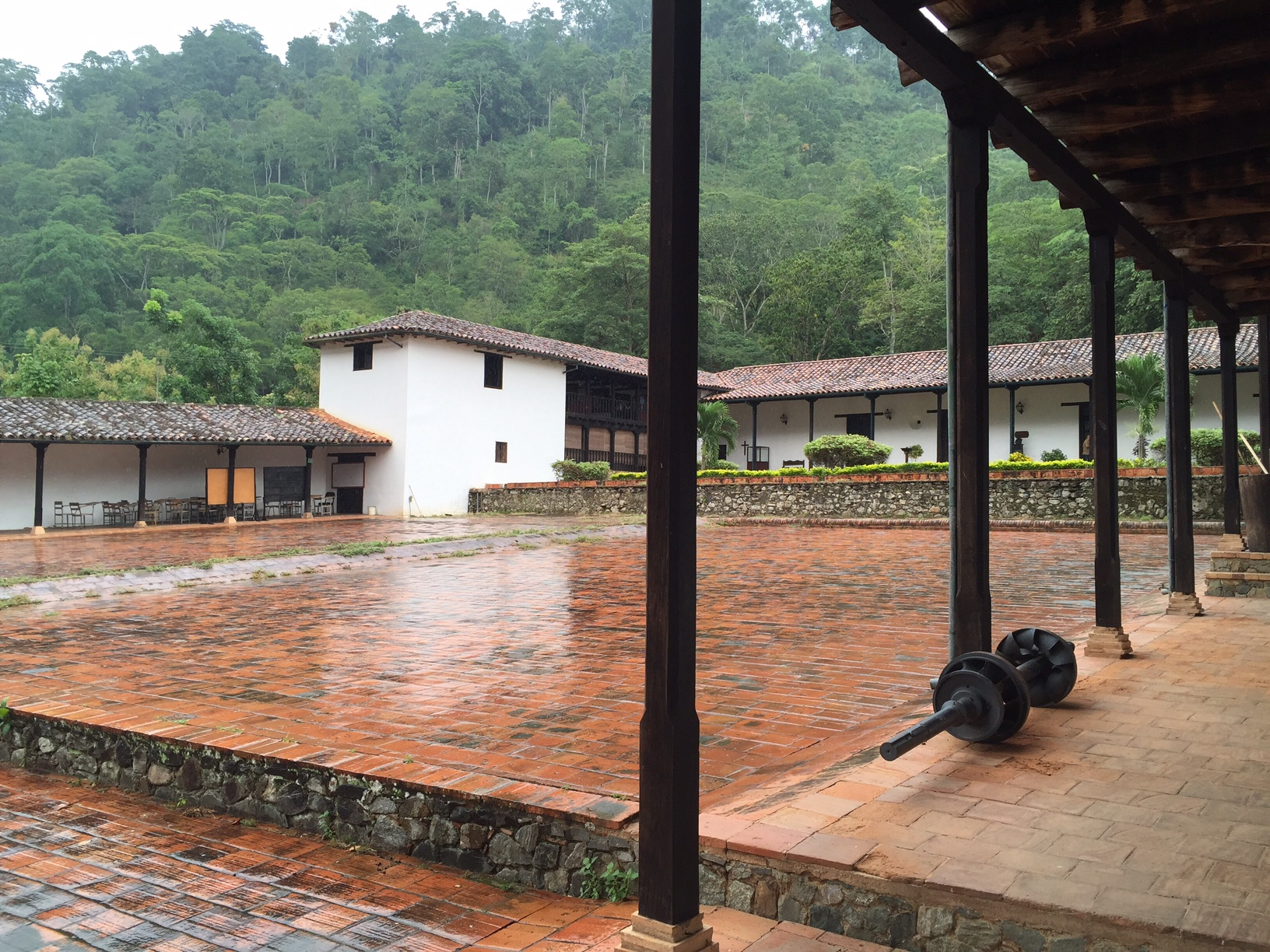
Patio de secado del café.

Constituye uno de los pocos museos dedicados al rubro dentro del país, el mismo cuenta con una serie de fotografías de la época en la cual la hacienda se encontraba en plena producción, así como la antigua maquinaria traída de Inglaterra para el lavado, trillado y tostado del café.  En este espacio se permite hacer memoria sobre la forma en que se procesaba el café. Enormes maquinarias atascadas en el tiempo dan cuenta de lo complejo que resultaba el procesamiento del producto.
La estrella del museo, una enorme secadora traída en 1928 por el puerto de La Ceiba de la cual se dice que podía procesar hasta 30 cargas de café en 24 horas, mediante el calor que generaba la caldera. Acompañando a la secadora están otras tantas maquinarias que en su momento, por ser las más avanzadas de la época, ayudaban a procesar la producción de café que se generaba en todo el Valle del Mocotíes.
Este interesante recorrido por el museo del café se complementa con una colección de fotografías que va describiendo paso a paso el proceso de maduración del café. “La floración del café es breve e intensa. Las ramas de las plantas se cubren en un manto níveo y un perfume de jazmín inunda el cafetal”, es la leyenda de una de las primeras fotografías ubicadas en las paredes de un amplio pasillo, desde donde puede admirar, en primera fila, el patio central usado para el secado del café.

### Museo del Inmigrante
El segundo museo de la Hacienda se refiere a la inmigración en dedicación a los personajes extranjeros, en su mayoría italianos, que poblaron la zona andina durante el siglo XX trayendo consigo nuevas costumbres y tradiciones y desarrollando nuevas áreas comerciales, la exposición está compuesta de una serie de fotos, entre otros objetos. Inaugurado en el 1992, este Museo de la Inmigración tiene dos salas: una, ubicada en la parte superior, está destinada a mostrar mediante fotografías las distintas etapas en la vida del inmigrante. Allí se puede ver el viaje, la llegada, la búsqueda del asiento, la integración, el trabajo, las costumbres. Hay documentos personales y múltiples objetos que trajeron consigo aquellos que un buen día decidieron retar al océano y traer sus sueños al continente Americano. Desde baúles, abrigos, sombreros, boletos de barco o avión, objetos religiosos, en el Museo deja constancia de tales afectos personales que producen en los visitantes un intenso contacto humano y lleva a evaluar el esfuerzo que tanta gente puso para poder abrigarse en los Andes de Mérida. Estos objetos - auténticos todos - fueron donados por los inmigrantes de distintos países cuyos nombres aparecen en una placa fijada en una de las paredes de la sala. A la entrada de este museo se puede leer una frase que el Libertador Simón Bolívar emitió para referirse a ese proceso de inmigración que vivió el país: “Venezuela desea ver entrar por su puerto a todos los hombres útiles que vengan a buscar un asilo y a ayudarnos con su industria y conocimientos, sin inquirir cual sea la parte del mundo que le haya dado vida”
El Museo es no sólo una importante referencia educativa para acercarse al significado los procesos migratorios, sino para ponderar la humanidad, detrás de las estadísticas, de cuántos llegaron y cuántos se quedaron.
La parte inferior tiene un carácter didáctico en grandes paneles se muestra todo el proceso de inmigración hacia Venezuela de los siglos XVI, XVII y XVIII, provenientes de España, y de los siglos XIX y primera mitad del XX, provenientes de otras partes de Europa. También se ilustran los movimientos más recientes que tuvieron distintos orígenes desde el año 1960, y que incluye flujos desde los países árabes y Sud América. También se muestran los sitios donde se instalaron en Mérida y finalmente se dan detalles demográficos sobre la composición de las corrientes migratorias y sobre leyes que se dictaron en la materia. Toda esta información se puede obtener de manos de las guías de la Hacienda La Victoria o en los folletos que se han preparado para aclararles a los turistas o visitantes la dimensión de un museo poco común.

### Núcleo universitario
En la hacienda funciona un núcleo de la Universidad Nacional Experimental Sur del Lago, en donde se imparten a nivel de pregrado distintas carreras relacionadas con la Agronomía.